# Ż
Ż es una letra de los alfabetos polaco, casubio y maltés.

## Uso

### Polaco
ż representa una fricativa retrofleja sonora (AFI: [/ʐ/]). Generalmente, corresponde con la ж o ž en otras lenguas eslavas. Se pronuncia igual que el dígrafo rz, siendo la única diferencia que dicho dígrafo proviene de una r palatalizada.
En ocasiones, la ż pierde su sonoridad (/ʂ/), particularmente en posición final.
La ż no debería confundirse con la ź (z con acento agudo) o con la z seguida de i, que es una fricativa alveolopalatal sonora (AFI: [/ʑ/]) y se denomina "zh suave".

#### Ejemplos de uso
żółtyⓘ (amarillo)

żonaⓘ (esposa)
Compárese con la ź:

źleⓘ (erróneamente, mal)

źrebięⓘ (potranca)
En ocasiones se utiliza una Ƶ (Z mayúscula cruzada con un trazo horizontal) en lugar de la Ż mayúscula por razones estéticas, especialmente en textos escritos completamente en mayúsculas y en textos manuscritos. También es frecuente ver la Ƶ mayúscula con un punto encima con el fin de distinguirla de la Z y de la Ź mayúsculas.

### Casubio
La ż del alfabeto casubio es una fricativa sonora al igual que la polaca, pero es postalveolar (AFI: [/ʒ/], parecida a la j francesa) en lugar de retrofleja.

### Maltés
En maltés, la ż se pronuncia como la z inglesa, o como la s española delante de consonante sonora, como en "desde".

## Codificación digital
En Unicode, Ż aparece en los puntos de código 017B y 017C.
| Carácter      | Ż                                     | Ż                                     | ż                                   | ż                                   |
| ------------- | ------------------------------------- | ------------------------------------- | ----------------------------------- | ----------------------------------- |
| Unicode       | LATIN CAPITAL LETTER Z WITH DOT ABOVE | LATIN CAPITAL LETTER Z WITH DOT ABOVE | LATIN SMALL LETTER Z WITH DOT ABOVE | LATIN SMALL LETTER Z WITH DOT ABOVE |
| Codificación  | decimal                               | hex                                   | decimal                             | hex                                 |
| Unicode       | 379                                   | U+017B                                | 380                                 | U+017C                              |
| UTF-8         | 197 187                               | C5 BB                                 | 197 188                             | C5 BC                               |
| Ref. numérica | &#379;                                | &#x17B;                               | &#380;                              | &#x17C;                             |